# Período Aurignaciano

Mapa da extensão do Período Aurignaciano.

O Período Aurignaciano se refere a uma cultura material do Paleolítico Superior que se encontra na Europa e no sudoeste da Ásia. Estima-se que essa era tenha começado há 45.000 anos e durado 10.000 (o intervalo varia entre 37.000 a 27.000 anos na escala de datação de rádiocarbono não calibrado, e 47.000 e 41.000 anos utilizando a calibração mais recente da datação de radiocarbono). O nome do Período vem do sítio arquelógico de Aurignac, no departamento de Alta Garona, França.
O  exemplo mais antigo de  arte figurativa, a  Vênus de Hohle Fels, vem desse período. A estatueta foi descoberta em setembro de 2008, em uma gruta na cidade Schelklingen, no estado de Baden-Württemberg, sul da Alemanha. Acredita-se que os objetos do período Aurignaciano começaram a ser produzidos há mais de 43.000 anos na caverna de Bacho Kiro, Bulgária.

## Características principais do Período Aurignaciano

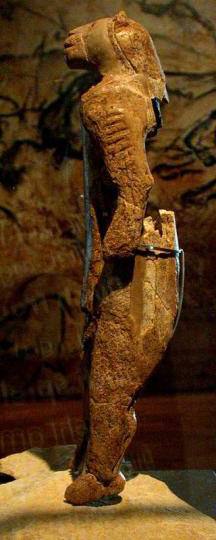
O "Homem-Leão", encontrado na caverna de Hohlenstein-Stadel, nos Alpes Suábios da Alemanha, foi criado há aproximadamente 32.000 anos, está ligado ao Período Cultural Aurignaciano e é uma das estatuetas antropomórficas mais antigas do mundo.

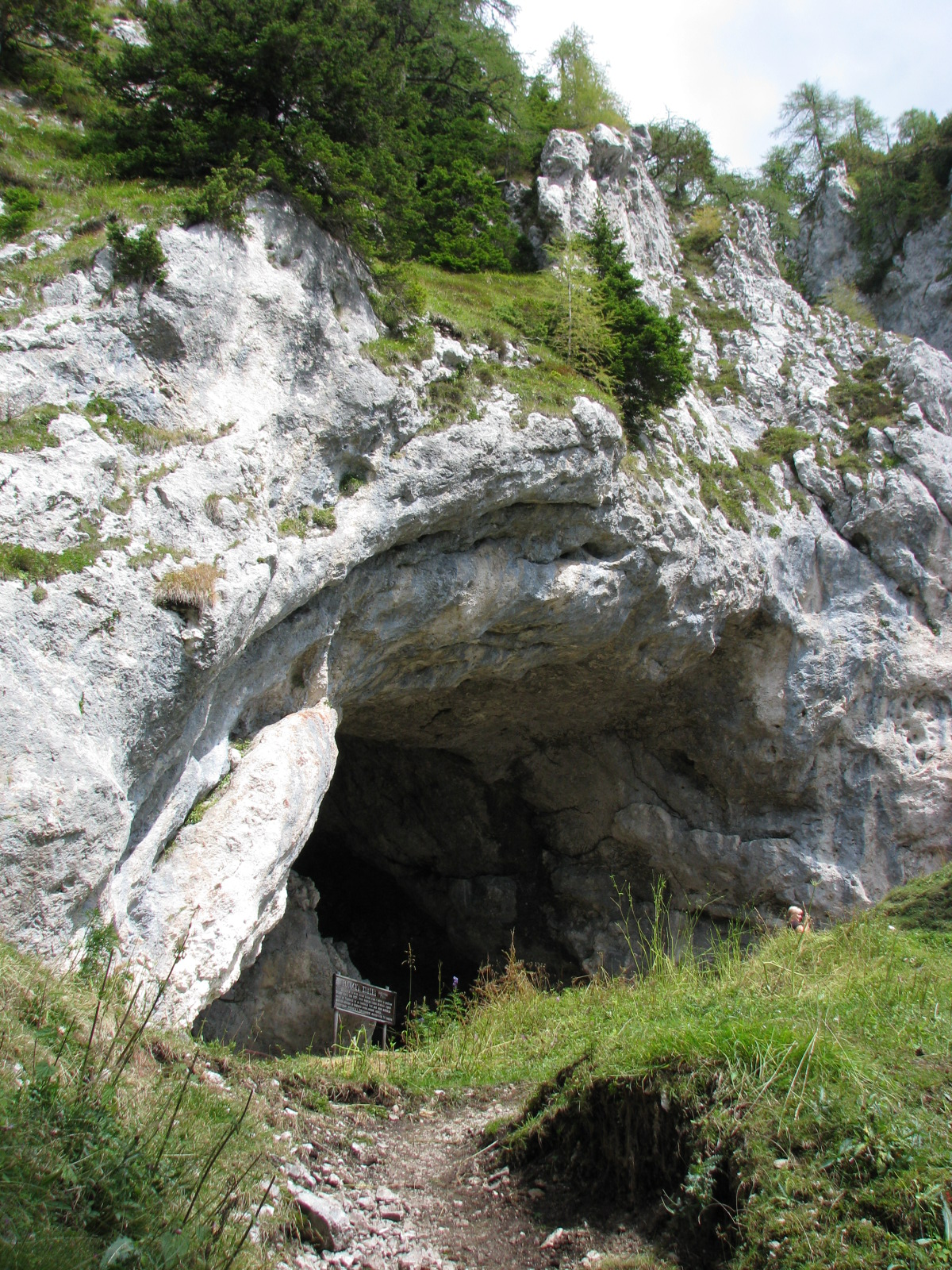
Entrada da Caverna de Potok, localizada na parte oriental da cordilheira de Caravanche. No local, foram encontrados resquícios de habitação humana que datam do Aurignaciano (há cerca de 40.000–30.000 anos) pelo arqueologista Srečko Brodar, entre as décadas de 1920 e 1930, e foi o primeiro local Aurignaciano encontrado em grande altitude, contribuindo para o melhor conhecimento do período.

As ferramentas do Aurignaciano são caracterizadas por pontas trabalhadas de ossos ou  galhadas de cervídeos com entalhes na parte inferior das ferramentas. Dentre as ferramentas de sílex, encontram-se pontas líticas e lamelas feitas de  talha lítica em vez de lascas brutas. Foi também no Aurignaciano que se produziram as  obras artísticas rupestres mais antigas das quais se têm notícia, como os entalhes de animais na Gruta de Aldène, na cidade de Cesseras, e as pinturas na Caverna de Chauvet, no sul da França. Também se produziam pingentes, braceletes, miçangas de marfim e estátuetas tridimensionais; no local, ainda é possível encontrar bastões perfurados feitos de galhadas de cervídeos, cujo propósito ainda é desconhecido.

## O Aurignaciano e os humanos modernos
A sofisticação dos materiais encontrados e as evidências de autoconsciência levam os arqueologistas a considerar os fabricantes dos artefatos do Período Aurignaciano os primeiros seres humanos modernos na europa. Os restos mortais de seres humanos e os artefatos do Aurignaciano Superior encontrados justapostos dão credibilidade a essa inferência. Apesar dos achados de ossos humanos ligados diretamente ao Aurignaciano Inferior serem escassos na Europa, há indícios de que os poucos ossos encontrados provavelmente pertencem a seres humanos modernos. A melhor correlação temporal entre o Período Cultural Aurignaciano e os restos mortais de seres humanos são de cerca pelo menos cinco indivíduos da caverna Mladec, na República Tcheca. Os ossos lá encontrados foram datados por medições diretas de radiocarbono, e datam de há pelo menos 31.000 a 32.000 anos. Também foram datadas as ossadas de três indivíduos robustos, porém anatomicamente modernos na Caverna dos Ossos, Romênia, em que conclui-se que elas possuem cerca possuem cerca de 35.000–36.000 anos de idade. Apesar de não estarem associadas diretamente com materiais arqueológicos, as descobertas coincidem com o período cronológico e a faixa geográfica do Aurignaciano Inferior, no sudoeste da europa.

## Arte
As estatuetas do Aurignaciano ilustram representações da fauna da época, como os  rinocerontes, e outros animais hoje extintos, como  mamutes e o Tarpan; além disso, existem algumas estatuetas antropomórficas que parecem ser os indícios mais antigos de religião já encontrados.
Em junho de 2007, uma estatueta de cerca de 35.000 anos de um mamute foi descoberta na caverna de Vogelherd. Atualmente, a estatueta está em estudo na Universidade de Tubinga. Acredita-se que ela engloba as características intrincadas do Período Cultural Aurignaciano.
Uma das mais antigas Estatuetas de Vênus foi descoberta em 2008, na Alemanha; estima-se que ela tinha sido criada há 35.000 anos.
No mesmo local, em 2009. também foi encontrada uma flauta de aproximadamente 22 cm de comprimento e 2,2 centímetros de diâmetro, feita das asas de um abutre gigante, e fragmentos de uma flatua de marfim; essas descobertas seriam os dois instrumentos musicais mais antigos do mundo.

## Ferramentas
As  ferramentas líticas do período Aurignaciano são conhecidas como "Modo 4", e se constituem de lâminas, em vez de pedras brutas, que são típicas do "Modo 2"  (acheulianas), ou do "Modo 3"  (musterianas), feitas de pedras brutas talhadas. Durante o Paleolítico Superior, também pode-se notar uma maior padronização na fabricação e no uso de ferramentas de ossos e de galhas.

Raspadeira de Aurignac (França)
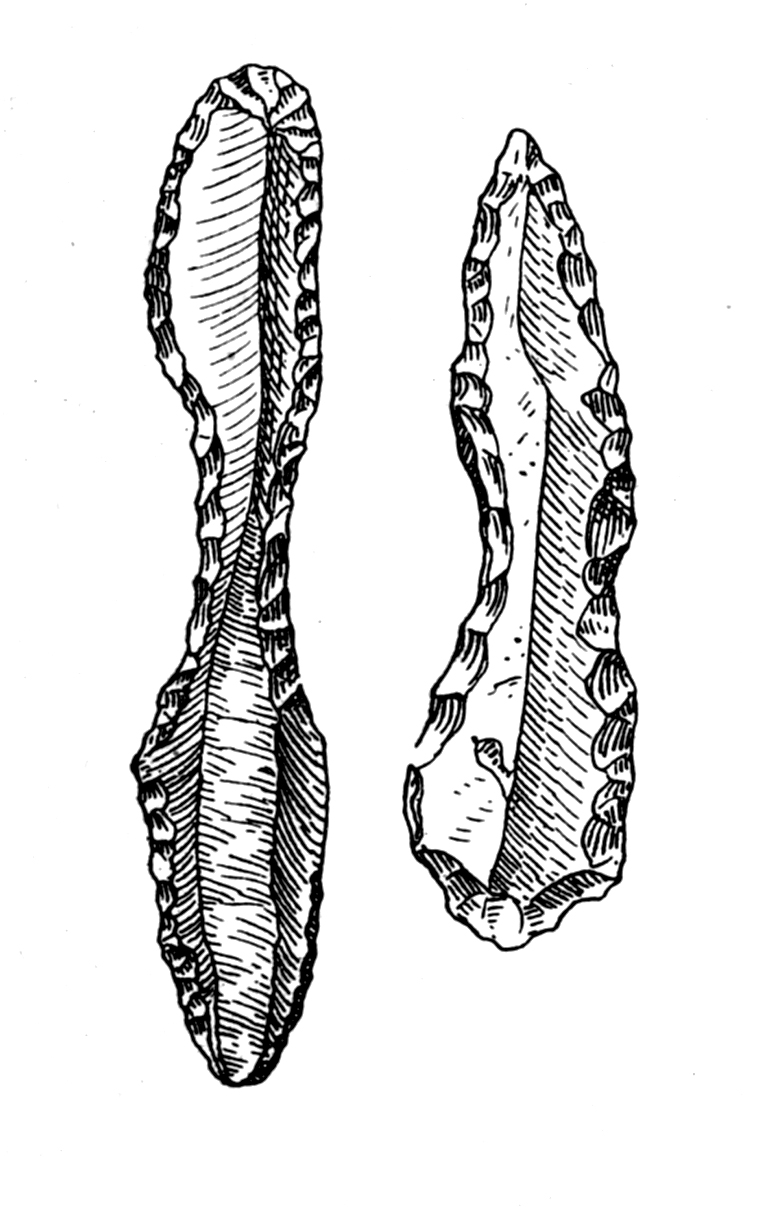
Lâminas do Período Aurignaciano
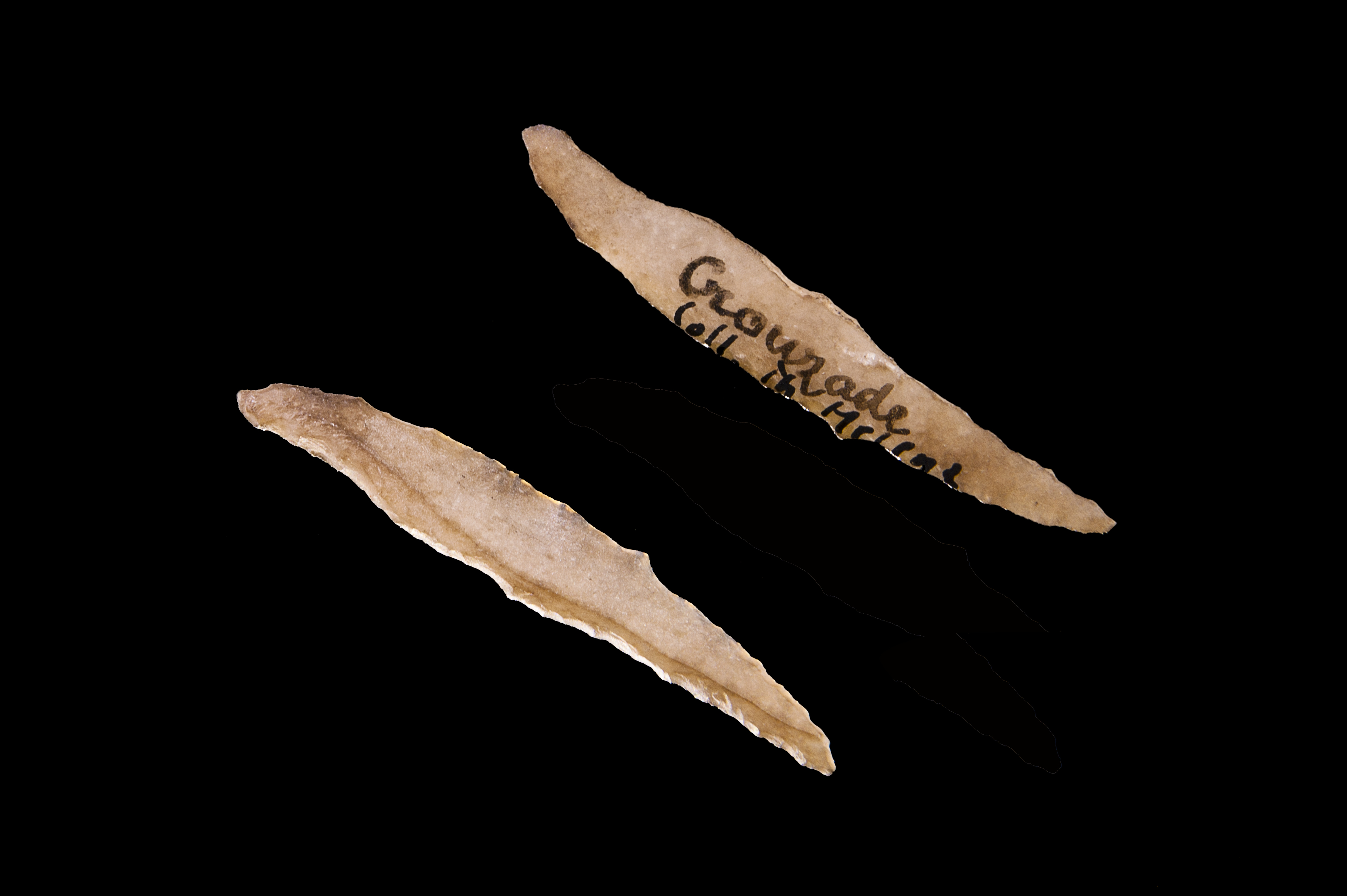
Lamela de Dufour
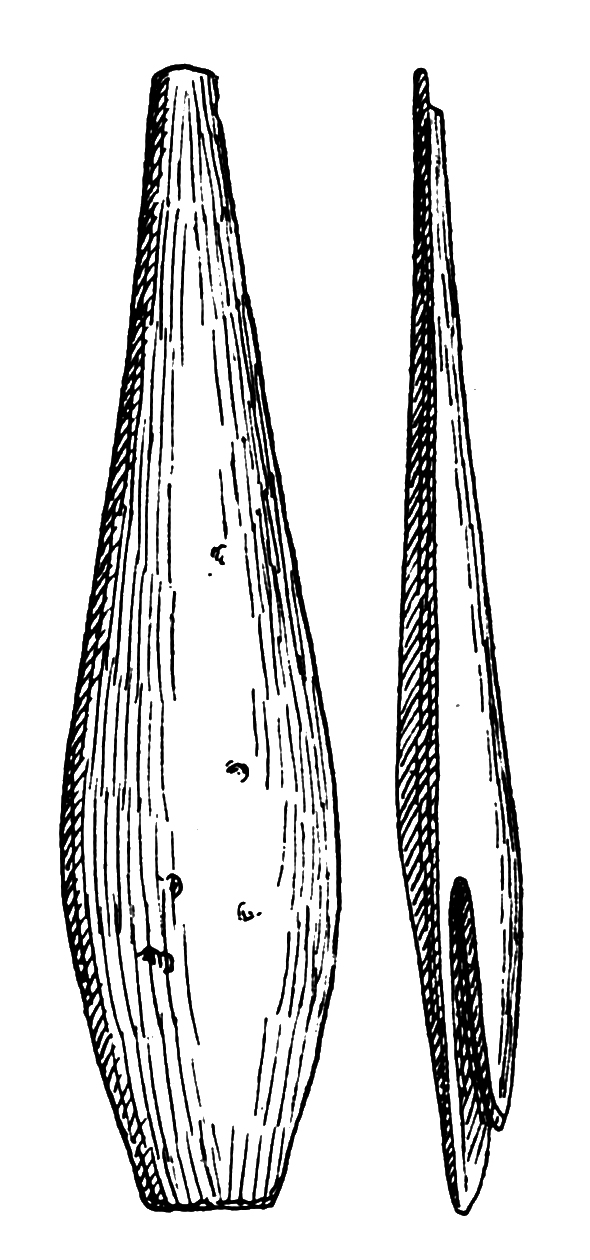
Osso pontiagudo

## Localização

### Oriente Médio
- Regiões da Síria, Palestina e Israel.
  - Artefatos podem ser encontrados em colunas estratigráficas, junto com artefatos de outros períodos.[7]

### Ásia
- Sibéria
  - Em áreas ao redor do Lago Baical, no vale do Rio Ob, e na cidade histórica de Minusink.[7]